# Габриел Фигероа
Габриел Фигероа Матеос (на испански: Gabriel Figueroa Mateos) е мексикански кинооператор, работил и в Съединените щати.
Роден е на 24 април 1907 година в град Мексико. Учи рисуване в Академията „Сан Карлос“, където започва да се интересува от фотография, а след това и от кинематография. От 1932 година работи в киното, известно време се обучава в Съединените щати при Грег Толанд и през следващите десетилетия е оператор на десетки популярни филми в Мексико и Холивуд, сред които „Тримата мускетари“ („Los tres mosqueteros“, 1942), „Мария Канделария“ („María Candelaria“, 1944), „Перлата“ („La perla“, 1947), „Забравените“ („Los olvidados“, 1950).
Габриел Фигероа умира на 27 април 1997 година в град Мексико.

## Избрана филмография
- „Тримата мускетари“ („Los tres mosqueteros“, 1942)
- „Мария Канделария“ („María Candelaria“, 1944)
- „Перлата“ („La perla“, 1947)
- „Забравените“ („Los olvidados“, 1950)
- „Той“ („Él“, 1953)
- „Насарин“ („Nazarín“, 1959)
- „Треска в Ел Пао“ („La Fièvre Monte à El Pao“, 1959)
- „Макарио“ („Macario“, 1960)